# Diócesis de Tarnów
La diócesis de Tarnów (en latín: Dioecesis Tarnoviensis y en polaco: Diecezja tarnowska) es una circunscripción eclesiástica de la Iglesia católica en Polonia. Se trata de una diócesis latina, sufragánea de la arquidiócesis de Cracovia. Desde el 12 de mayo de 2012 su obispo es Andrzej Jeż.

## Territorio y organización

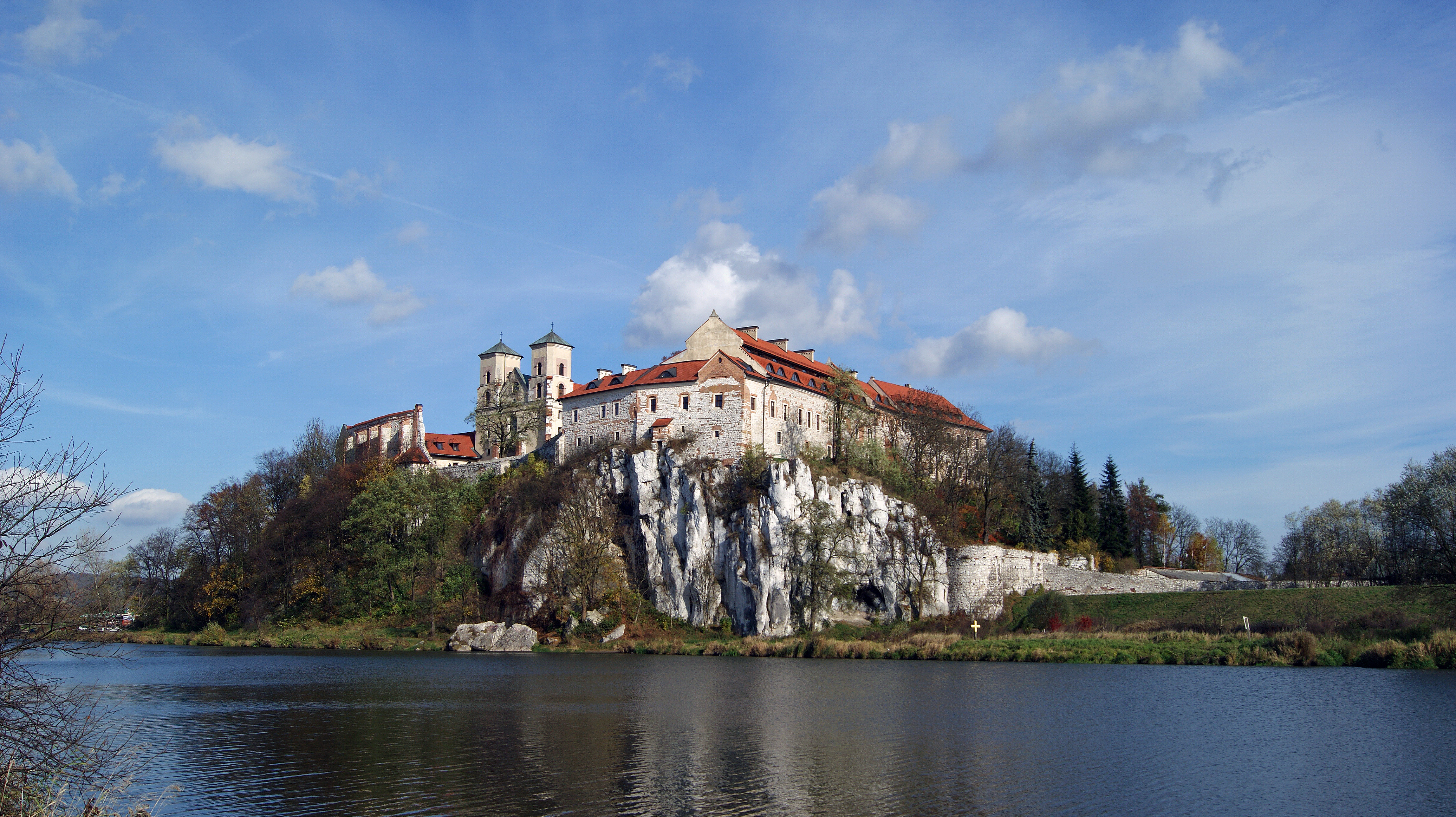
Monasterio benedictino de Tyniec y la iglesia abacial de los Santos Pedro y Pablo, que fue la catedral de la diócesis de Tyniec desde 1821 hasta 1826

La diócesis tiene 7566 km² y extiende su jurisdicción sobre los fieles católicos de rito latino residentes en la parte oriental del voivodato de Pequeña Polonia y el distrito de Mielec en la parte oriental del voivodato de Subcarpacia.

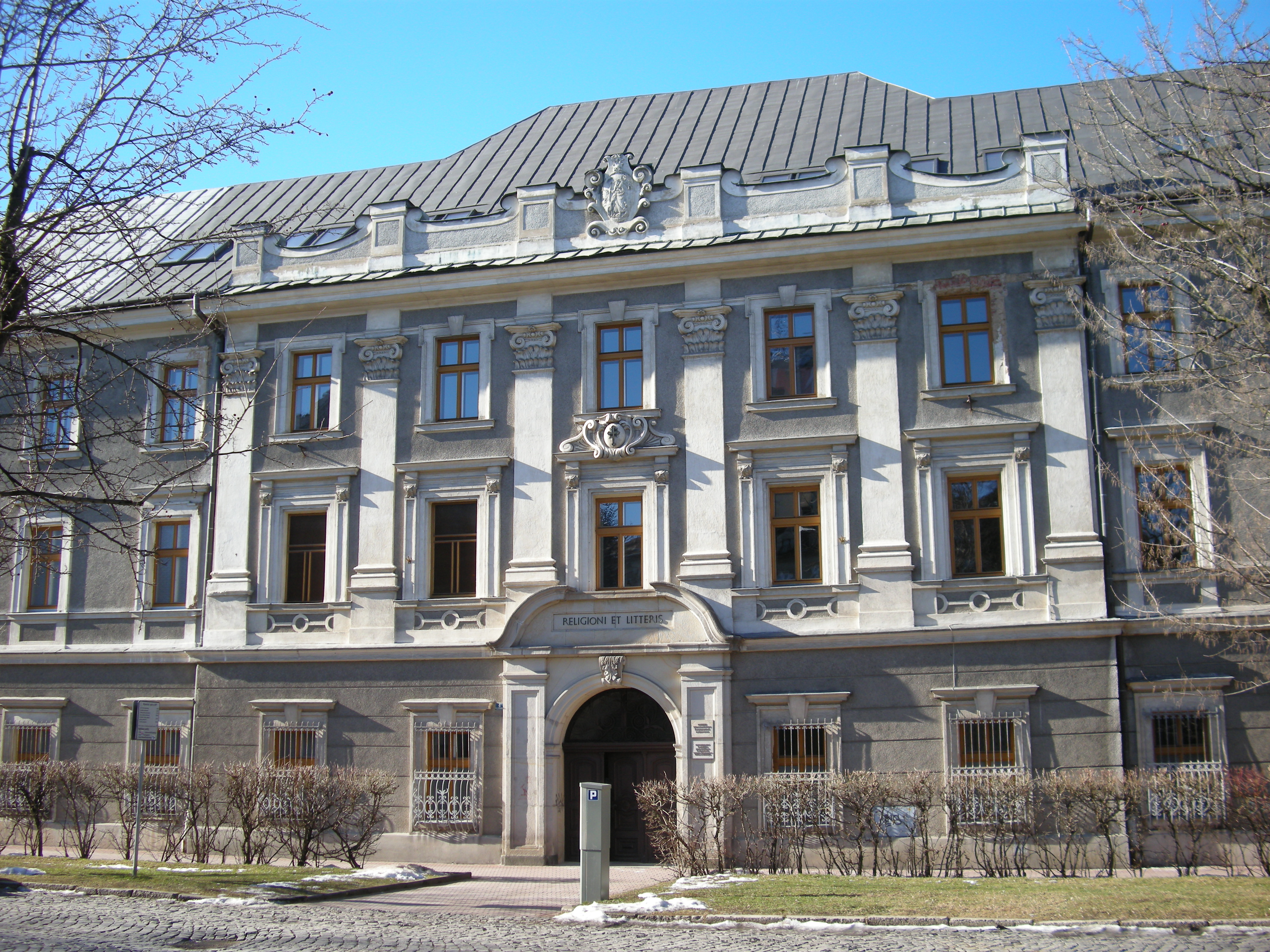
Seminario diocesano

La sede de la diócesis se encuentra en la ciudad de Tarnów, en donde se halla la Catedral basílica de la Natividad de la Virgen María. En el territorio de la diócesis existen 7 basílicas menores: 
- la basílica de Nuestra Señora de los Dolores, en Limanowa;
- la basílica colegiata de Santa Margarita, en Nowy Sącz;
- la basílica de San Nicolás, en Bochnia;
- la basílica de Santa María Magdalena y San Estanislao, en Szczepanów;
- la basílica de San Mateo Apóstol y Evangelista, en Mielec;
- la basílica de la Visitación de la Virgen María, en Tuchów;
- la basílica de Santa Catalina de Alejandría, en Grybów.

En 2022 en la diócesis existían 454 parroquias agrupadas en 43 decanatos.

## Historia
En sus primeros 40 años de vida, la historia de la diócesis de Tarnów estuvo fuertemente influenciada por los cambios geopolíticos posteriores y repentinos que involucraron a Polonia y a la región de Cracovia.
La diócesis de Tarnów, sufragánea de la arquidiócesis de Leópolis, fue erigida canónicamente el 13 de marzo de 1786 por el papa Pío VI mediante la bula In suprema Beati Petri. El papa reconoció esencialmente la erección de la diócesis hecha por el emperador José II el 20 de septiembre de 1783 con la parte de la diócesis de Cracovia que tras la primera partición de Polonia había sido asignada al nuevo Reino de Galitzia y Lodomeria (un dominio de los Habsburgo-Lorena), es decir, los territorios al sur del río Vístula. El primer obispo de Tarnów, elegido por el emperador, nunca obtuvo el reconocimiento de la Santa Sede.
El 13 de junio de 1805, mediante la bula Indefessum personarum del papa Pío VII, el cabildo de la catedral fue trasladado a Kielce, al norte del Vístula, donde se erigió simultáneamente una nueva diócesis. El 24 de septiembre siguiente, mediante la bula Operosa atque indefessa del mismo papa, el territorio de la diócesis de Tarnów fue dividido entre las diócesis de diócesis de Cracovia y la diócesis de Przemyśl. Con estas medidas se suprimió la diócesis de Tarnów. Con estas decisiones se suprimió la diócesis de Tarnów.
Tras el Congreso de Viena y la creación de la República de Cracovia, la diócesis de Cracovia se encontró nuevamente dividida. En los territorios dependientes del Imperio (sur del Vístula), el 20 de septiembre de 1821, a raíz de la bula Studium paterni affectus de Pío VII, se erigió la nueva diócesis de Tyniec (hoy en el suburbio de Cracovia, sede de una abadía histórica y famosa), también sufragánea de Leópolis, cuya sede cinco años después, el 23 de abril de 1826, fue trasladada a Tarnów con la bula Sedium episcopalium translationes del papa León XII.
El 20 de enero de 1880 se revisaron y aclararon las fronteras con la cercana diócesis de Cracovia mediante el decreto Sanctae apostolicae sedis.
El 28 de octubre de 1925, mediante la bula Vixdum Poloniae unitas del papa Pío XI, los límites de la diócesis sufrieron algunos cambios; al mismo tiempo, la diócesis pasó a formar parte de la provincia eclesiástica de la arquidiócesis de Cracovia.
El 25 de marzo de 1992 cedió una parte de su territorio, correspondiente a 49 parroquias, para la erección de la diócesis de Rzeszów y otra parte de territorio a la diócesis de Sandomierz.

## Estadísticas
Según el Anuario Pontificio 2023 la diócesis tenía a fines de 2022 un total de 1 105 524 fieles bautizados.
| Año                                                                             | Población            | Población | Población      | Sacerdotes | Sacerdotes    | Sacerdotes    | Bautizados por sacerdote | Diáconos permanentes | Religiosos | Religiosos | Parroquias |
| Año                                                                             | Bautizados católicos | Total     | % de católicos | Total      | Clero secular | Clero regular | Bautizados por sacerdote | Diáconos permanentes | Varones    | Mujeres    | Parroquias |
| ------------------------------------------------------------------------------- | -------------------- | --------- | -------------- | ---------- | ------------- | ------------- | ------------------------ | -------------------- | ---------- | ---------- | ---------- |
| 1950                                                                            | 979 795              | 982 000   | 99.8           | 684        | 614           | 70            | 1432                     |                      | 70         | 1156       | 310        |
| 1970                                                                            | 1 122 000            | 1 132 000 | 99.1           | 990        | 855           | 135           | 1133                     |                      | 167        | 1352       | 356        |
| 1980                                                                            | 1 178 000            | 1 185 000 | 99.4           | 1114       | 966           | 148           | 1057                     |                      | 264        | 1350       | 402        |
| 1990                                                                            | 1 305 000            | 1 315 000 | 99.2           | 1289       | 1133          | 156           | 1012                     |                      | 294        | 1372       | 477        |
| 1999                                                                            | 1 116 240            | 1 119 740 | 99.7           | 1260       | 1129          | 131           | 885                      |                      | 228        | 1158       | 437        |
| 2000                                                                            | 1 116 600            | 1 119 600 | 99.7           | 1237       | 1112          | 125           | 902                      |                      | 196        | 1133       | 438        |
| 2001                                                                            | 1 121 200            | 1 124 700 | 99.7           | 1277       | 1142          | 135           | 877                      |                      | 199        | 1155       | 438        |
| 2002                                                                            | 1 121 252            | 1 126 920 | 99.5           | 1301       | 1153          | 148           | 861                      |                      | 213        | 1115       | 436        |
| 2003                                                                            | 1 124 125            | 1 139 951 | 98.6           | 1318       | 1176          | 142           | 852                      |                      | 191        | 1106       | 442        |
| 2004                                                                            | 1 128 115            | 1 134 319 | 99.5           | 1334       | 1184          | 150           | 845                      |                      | 227        | 1105       | 442        |
| 2010                                                                            | 1 115 647            | 1 122 583 | 99.4           | 1415       | 1266          | 149           | 788                      |                      | 203        | 1080       | 447        |
| 2014                                                                            | 1 091 829            | 1 097 279 | 99.5           | 1455       | 1307          | 148           | 750                      |                      | 175        | 970        | 450        |
| 2017                                                                            | 1 111 156            | 1 115 900 | 99.6           | 1438       | 1289          | 149           | 772                      |                      | 194        | 950        | 452        |
| 2020                                                                            | 1 099 345            | 1 130     | 97.3           | 1481       | 1342          | 139           | 742                      |                      | 184        | 952        | 454        |
| 2022                                                                            | 1 105 524            | 1 111 907 | 99.4           | 1415       | 1285          | 130           | 781                      |                      | 170        | 930        | 454        |
| Fuente: Catholic-Hierarchy, que a su vez toma los datos del Anuario Pontificio. |                      |           |                |            |               |               |                          |                      |            |            |            |

## Episcopologio

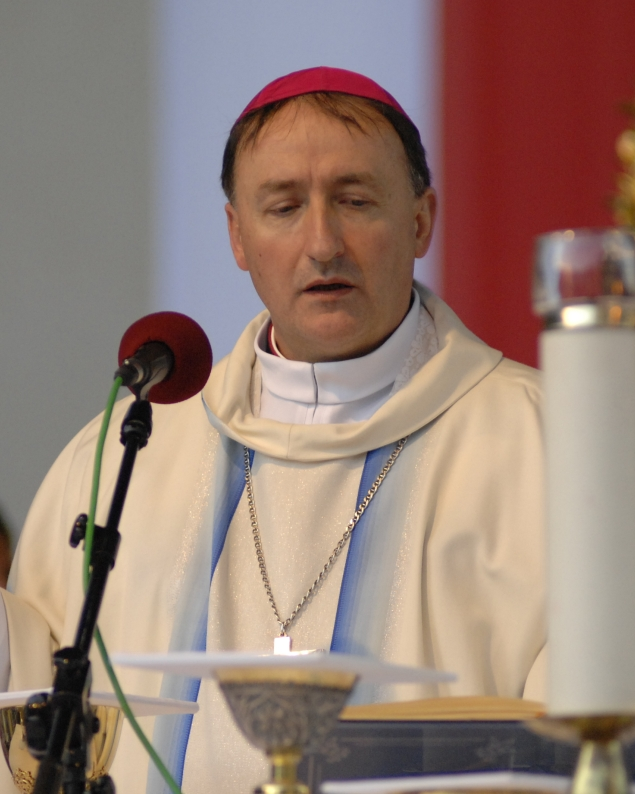
Andrzej Jeż, obispo de Tarnów desde 2012

- Jan Duwall † (1783-1785) (obispo electo)

- Florian Amand z Janówka Janowski † (3 de abril de 1786-4 de enero de 1801 falleció)
  - Sede vacante (1801-1805)
  - Sede suprimida (1805-1822)
- Gregorius Thomas Ziegler, O.S.B. † (5 de febrero de 1822-25 de junio de 1827 nombrado obispo de Linz) obispo de Tyniec, sede luego trasladada a Tarnów
  - Sede vacante (1827-1831)
- Ferdinand Maria von Chotek † (30 de septiembre de 1831-24 de febrero de 1832 nombrado arzobispo de Olomouc)
- František Pištěk † (24 de febrero de 1832-1 de febrero de 1836 nombrado arzobispo de Leópolis)
- Franciszek Ksawery Zachariasiewicz † (1 de febrero de 1836-13 de julio de 1840 nombrado obispo de Przemyśl)
- Józef Grzegorz Wojtarowicz † (13 de julio de 1840-15 de julio de 1850 renunció)
- Józef Alojzy Pukalski † (15 de marzo de 1852-5 de enero de 1885 falleció)
- Ignacy Łobos † (15 de enero de 1886-15 de abril de 1900 falleció)
- Leon Wałęga † (15 de abril de 1901-4 de mayo de 1932 renunció[nota 5])
- Franciszek Lisowski † (27 de enero de 1933-3 de junio de 1939 falleció)
  - Sede vacante (1939-1946)
- Jan Stepa † (4 de marzo de 1946-28 de mayo de 1959 falleció)
  - Sede vacante (1959-1962)
- Jerzy Karol Ablewicz † (26 de febrero de 1962-31 de marzo de 1990 falleció)
- Józef Mirosław Życiński † (29 de septiembre de 1990-14 de junio de 1997 nombrado arzobispo de Lublin)
- Wiktor Paweł Skworc (13 de diciembre de 1997-29 de octubre de 2011 nombrado arzobispo de Katowice)
- Andrzej Jeż, desde el 12 de mayo de 2012